# Верн Тројер
Верн Џеј Тројер (енгл. Vern Jay Troyer; Стерџис, 1. јануар 1969 — Лос Анђелес, 21. април 2018) био је амерички глумац, каскадер и комичар. Због ретког генетског поремећаја познатог као Макјузикова метафизеална кронодисплазија (ахондроплазија) Тројер је био висок свега 81 цм и важио је за једну од најнижих особа у свету.
Светску популарност стекао је улогом негативца Мини Ми, у америчкој акционој комедији Остин Пауерс: Шпијун који ме је креснуо редитеља Џеја Роуча из 1999. године.